# اللغة المغولية
اللغة المغولية هي إحدى اللغات المنغولية التي كانت مستخدمة قرب هراة في أفغانستان في قرى
المتحدثون بها مغوليون قدر عددهم بحوالي 3000 شخص في سبعينيات القرن العشرين، وهم من ذرية جيش جنكيز خان الذي عسكر في أفغانستان في القرن الثالث عشر الميلادي.
كانت أعمار أغلب المتحدثين بها تزيد عن 40 عاما، وليس من المؤكد إن بقي هنالك من يتحدث بهذه اللغة.